# 原級
| ウィキペディアには「原級」という見出しの百科事典記事はありません（タイトルに「原級」を含むページの一覧/「原級」で始まるページの一覧）。 代わりにウィクショナリーのページ「原級」が役に立つかもしれません。 |